# Serviliano Latuada

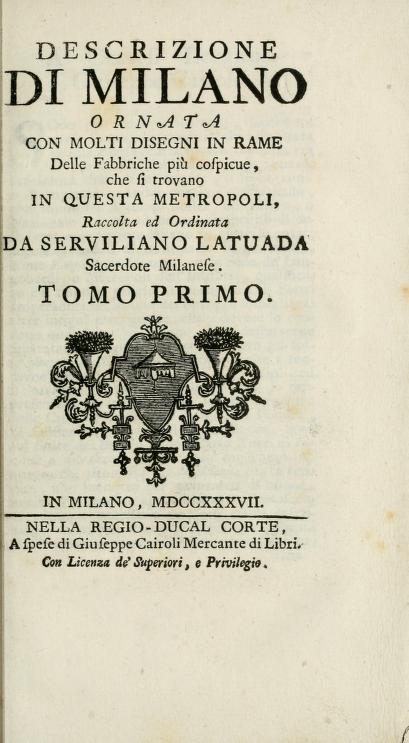
Titelblatt der Descrizione di Milano…, 1737.

Serviliano Latuada, oder Lattuada (* 1704 in Mailand; † 1764 ebendort), war ein Mailänder Priester, Schriftsteller und Historiker.

## Leben
Serviliano Latuada entstammte einer alten Mailänder Adelsfamilie, war der Onkel des Patrioten Felice Latuada. Über sein Leben und seine Ausbildung ist wenig bekannt. Er schlug die kirchliche Laufbahn ein und war Abt der Kongregation der Regularkleriker des Heiligen Philippus mit Sitz in San Satiro in Mailand. Latuada war Historiker der Stadt Mailand und Schüler von Lodovico Antonio Muratori.
Von ihm stammt der berühmte, fünfbändige Führer von Mailand mit dem Titel Descrizione di Milano: ornata con molti disegni in rame delle fabbriche più cospicue, che si trovano in questa metropoli von 1737–1738.
Der Führer wurde auf Kosten von Giuseppe Cairoli gedruckt, einem Mailänder Buchhändler mit einer Werkstatt unter dem Coperto dei Figini, der einst auf der Piazza del Duomo stand.
Er ist ein grundlegendes Werk für das Studium des Mailands des 18. Jahrhunderts und eine Quelle für detaillierte Informationen über die Architektur dieser Stadt während der österreichischen Herrschaft, auch wenn er schwierig zu lesen ist.
Das Werk wird von 42 ausklappbaren Tafeln außerhalb des Textes begleitet, die von Girolamo Ferroni gezeichnet und von Johann Georg Seiller gestochen wurden.
Die Via Serviliano Lattuada nahe der Porta Romana in Mailand ist dem Schriftsteller und Historiker gewidmet. Er war ein Lehrer seines Neffen Felice, der während der napoleonischen Zeit ebenfalls Priester und Schriftsteller war.